# نووزیبکوف
شهر نووزیبکوف (به روسی: Новозыбков) در کشور روسیه و در اوبلاست بریانسک واقع شده‌است.